# Dendrocalamus triramus
Dendrocalamus triramus là một loài thực vật có hoa trong họ Hòa thảo. Loài này được (W.T. Lin & Z.M. Wu) N.H. Xia mô tả khoa học đầu tiên.